# 帕特里克·多貝克
帕特里克·多貝克（波蘭語：Patryk Dobek，1994年2月13日—），波蘭田徑運動員，他代表波蘭隊參加了日本舉行的2020年夏季奧林匹克運動會，並且在男子800米比賽上獲得銅牌。